# Cédula hipotecaria
Las cédulas hipotecarias son títulos emitidos por entidades financieras que pagan un interés fijo y que tienen como garantía la totalidad de los créditos hipotecarios concedidos por la entidad que los emite . Su emisión está restringida a entidades de crédito oficial, sociedades de crédito hipotecario y cajas de ahorros. Se presentan en tres modalidades: nominativas, a la orden o al portador.
Este instrumento financiero está regulado por la ley. Por lo tanto, ha de ceñirse a lo que dispone el Real Decreto-ley 24/2021, de 2 de noviembre, de transposición de directivas de la Unión Europea en las materias de bonos garantizados, distribución transfronteriza de organismos de inversión colectiva, datos abiertos y reutilización de la información del sector público, ejercicio de derechos de autor y derechos afines aplicables a determinadas transmisiones en línea y a las retransmisiones de programas de radio y televisión, exenciones temporales a determinadas importaciones y suministros, de personas consumidoras y para la promoción de vehículos de transporte por carretera limpios y energéticamente eficientes, y el Real Decreto 716/2009.